# Convento di San Francesco (Suvereto)
L'ex convento di San Francesco è un edificio sacro che si trova a Suvereto.

## Storia e descrizione
Fu edificato nel 1288 dall'Ordine dei frati minori; soppresso nel 1808 durante il regno di Elisa e Felice Baciocchi, fu radicalmente modificato e ridotto ad uso abitativo; attualmente sono individuabili resti della chiesa e del campanile, inglobati in costruzioni civili, mentre è conservato, sebbene chiuso in uno dei suoi lati, il chiostro. Accanto a quest'ultimo sorge la chiesa del Crocifisso.
Recentemente, dopo un lungo ed attento restauro è stato aperto il lato cieco del chiostro, riportandolo all'antico splendore.
Dopo le operazioni di restauro sono stati effettuati scavi che hanno portato al rinvenimento di alcuni scheletri umani, attribuibili a frati in attività nel convento.